# Cattedrale di Rodez
La cattedrale di Nostra Signora di Rodez (in francese: Cathédrale Notre-Dame de Rodez) è il principale luogo di culto cattolico di Rodez, nel dipartimento dell'Aveyron. La chiesa, sede del vescovo di Rodez, è monumento storico di Francia dal 1862.

## Storia
I lavori di costruzione durarono dal 1277 fino alla fine del XVI secolo. Nonostante ciò la cattedrale è costruita in un unico stile architettonico, determinato all'inizio dei lavori dall'architetto Jean Deschamps, che introdusse nel sud della Francia i principi dell'architettura gotica già utilizzati nelle regioni del nord. Il progetto della cattedrale è simile a quello della cattedrale di Clermont-Ferrand, di cui Jean Deschamps diresse la costruzione tra il 1248 e il 1265, e di Narbonne, di cui l'architetto venne definito «magister principalis operis ecclesiæ» nel 1286.
L'aspetto severo della facciata occidentale è dovuto alla sua funzione difensiva originaria, facendo parte insieme alle due torri laterali dell'antica cinta muraria cittadina.